# Cheongnyangsan
Cheongnyangsan (koreanska: 청량산, Ch’ŏngnyang-san) är ett berg i Sydkorea.   Det ligger i provinsen Gyeonggi, i den centrala delen av landet, 70 km sydost om huvudstaden Seoul. Toppen på Cheongnyangsan är 340 meter över havet, eller 186 meter över den omgivande terrängen. Bredden vid basen är 3,6 km.
Terrängen runt Cheongnyangsan är kuperad åt sydost, men åt nordväst är den platt. Runt Cheongnyangsan är det ganska tätbefolkat, med 172 invånare per kvadratkilometer. Närmaste större samhälle är Anseong, 6,4 km väster om Cheongnyangsan. I omgivningarna runt Cheongnyangsan växer i huvudsak blandskog.